# Starbase

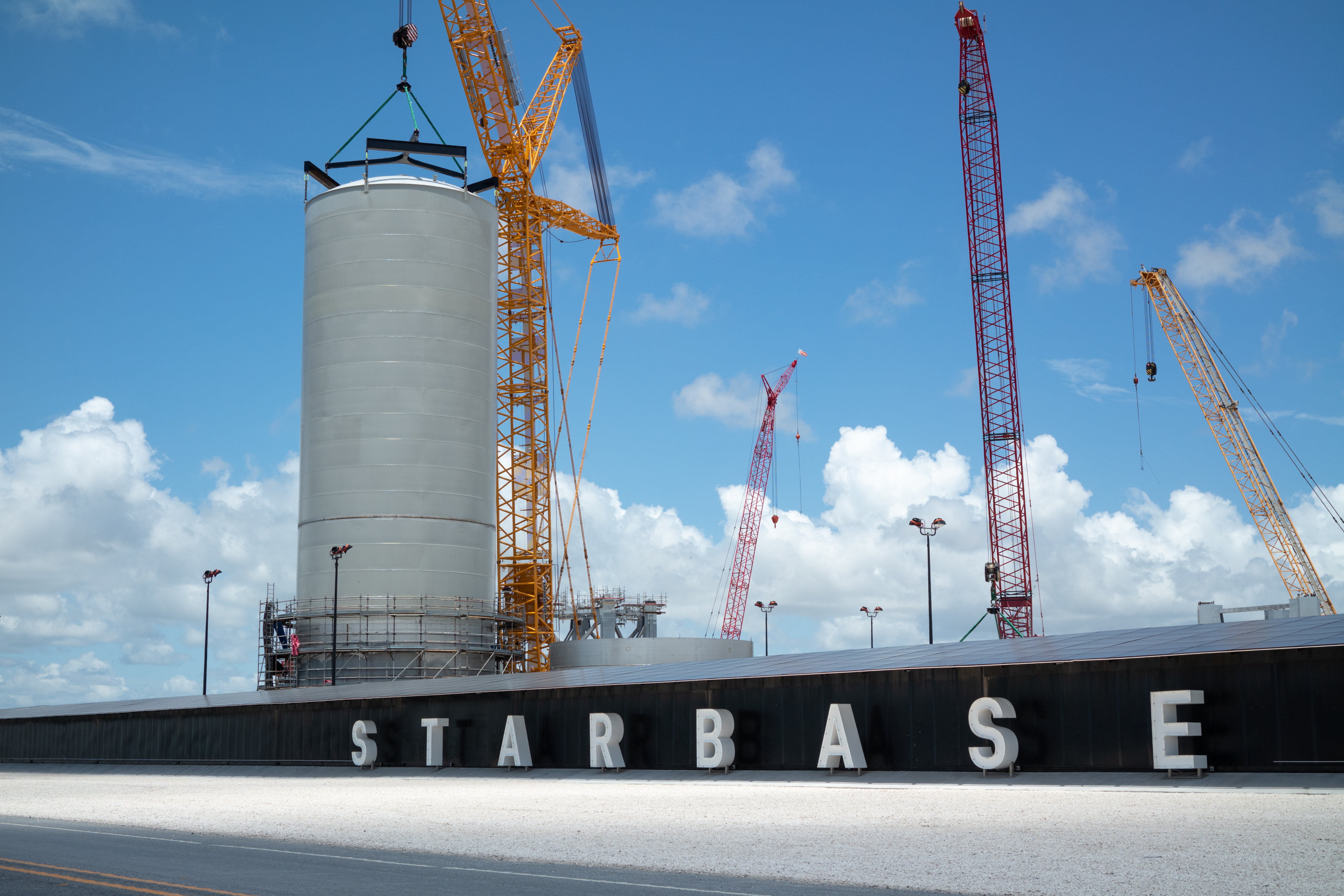
Het neonlicht-bord met op de achtergrond een tank voor de grondsystemen in aanbouw

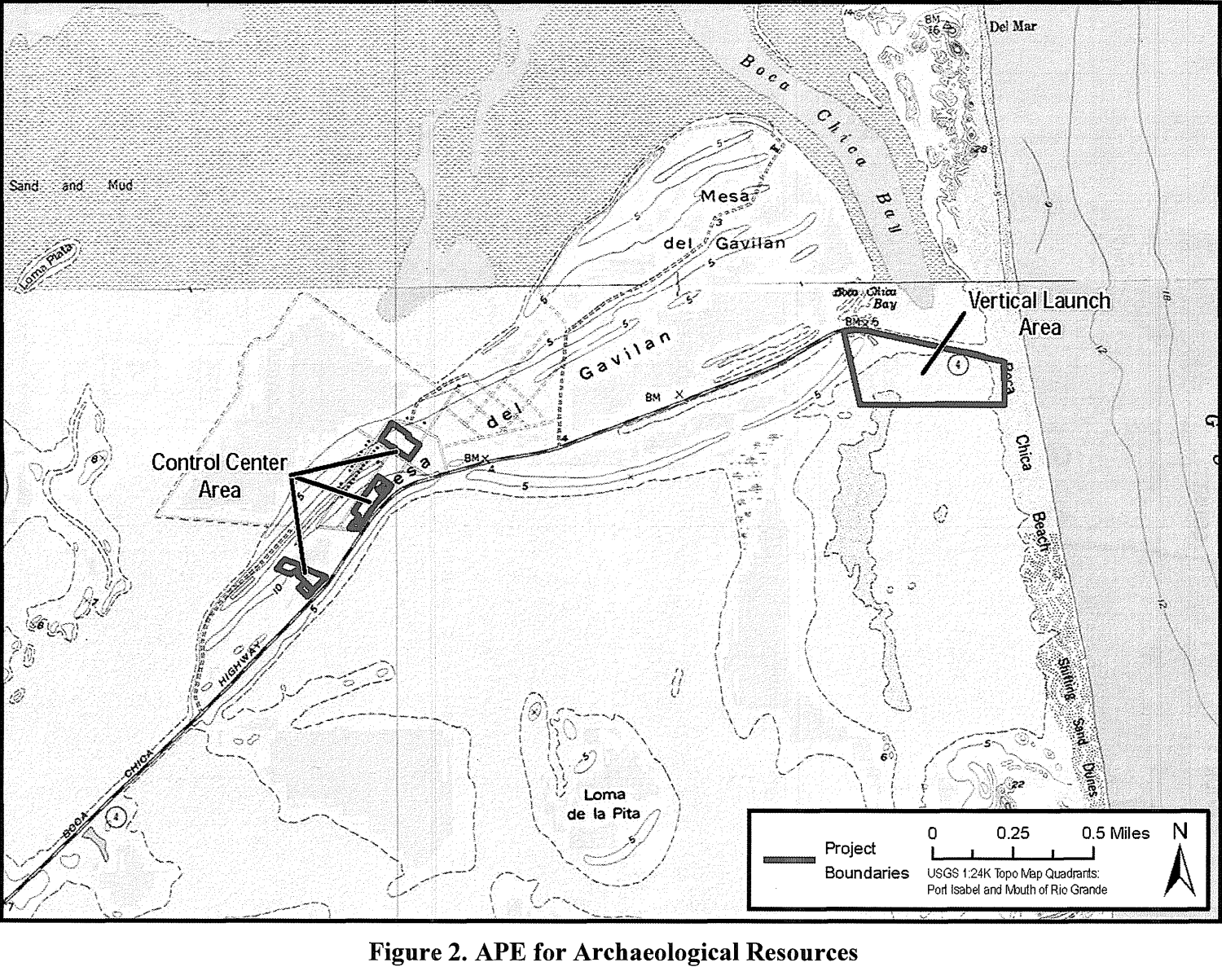
Locaties die SpaceX in gebruik nam rond Boca Chica

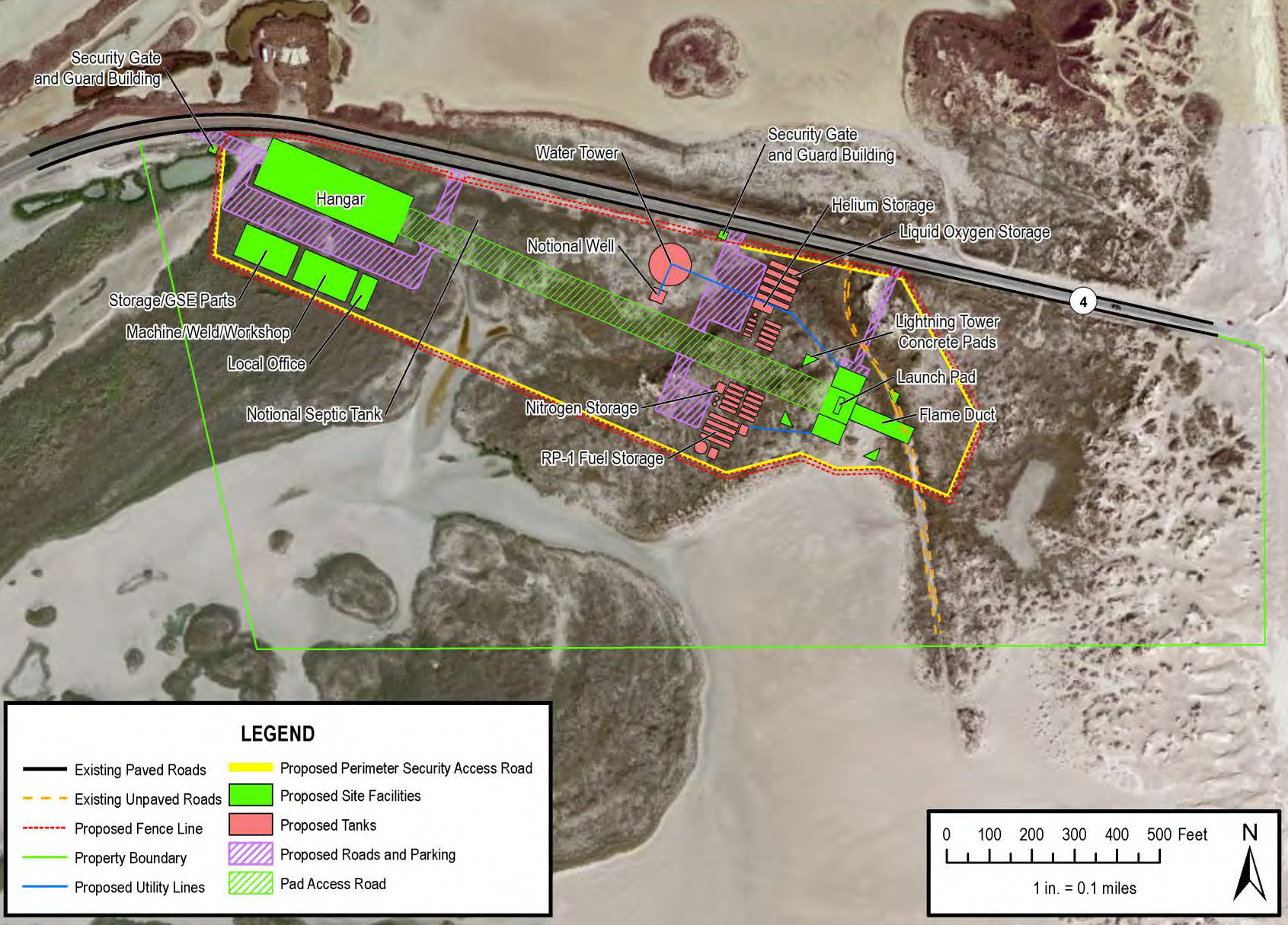
Aanvankelijk bouwplan van het lanceerplatform uit de bouwvergunningaanvraag van 2013.

Starbase, eerder bekend als SpaceX South Texas Launch Site en ook bekend als Lanceerbasis Boca Chica is een private lanceerbasis en rakettenfabriek nabij Boca Chica, Cameron County. De Starship-raketten van het Amerikaanse  ruimtevaartbedrijf SpaceX worden er gebouwd, getest en gelanceerd. Sinds 03-05-2025 is Starbase een zelfstandige gemeente in de staat Texas.
In 2014 werd, na een zoektocht naar een geschikte locatie, voor Boca Chica gekozen en een huurovereenkomst met de Texaanse autoriteiten gesloten. Het originele doel van deze lanceerbasis was het ontlasten van de lanceercomplexen CCAFS SLC-40 en KSC LC-39a bij Cape Canaveral. De operaties daar verlopen echter zo soepel, dat het sinds december 2018 als bouw, test- en lanceerterrein voor Starship, de volgende generatie SpaceX-raketten, wordt ingericht. De ontwikkeling van het terrein loopt parallel met de ontwikkeling van Starship en de bijbehorende productielijn aldaar.
Anno 2024 bestaat het uit drie hoofdcomplexen. 
- Starfactory: de rakettenfabriek direct ten westen van het dorpje Boca Chica
- "Masseys": Het terrein van een voormalige schietschool die Masseys heette een paar kilometer westelijker waar SpaceX testinstallaties heeft om druk- en tanktests van de rakettrappen uit te voeren evenals statische start van de tweede trap.
- Lanceerterrein: Een terrein nabij strandovergang Boca Chica Beach, drie kilometer ten oosten van Boca Chica. Hier lanceert SpaceX Starship-Super Heavy. Ook wordt de statische starttest van de eerste trap hier uitgevoerd. Anno oktober 2024 is er een actieve lanceerinstallatie en een tweede is in aanbouw. Tot het voorjaar van 2024 werden hier ook de statische tests van de tweede trap uitgevoerd.

## Locatie
Boca Chica is een buurtschap in Cammeron County met 36 huizen. Het ligt op het verder bijna onbewoonde schiereiland en voormalig barrière-eiland Brazos Island (er staan enkele huizen in het uiterste noorden van het schiereiland) en ligt enkele kilometers van de Golf van Mexico. Brazos Island dat voornamelijk uit duin- en kwelderlandschap bestaat is de zuidelijkst gelegen locatie binnen de Verenigde Staten waar geen grootschalige bebouwing in de buurt is. 
In 2012 werd Boca Chica door SpaceX als een van de mogelijke locaties voor een eigen lanceerbasis genoemd en begon SpaceX er in stilte al land aan te kopen. In augustus 2014 koos SpaceX definitief voor Boca Chica. De locatie voor de lanceerplaats ligt enkele kilometers van de grens met Mexico nabij de strandovergang genaamd Boca Chica Beach. De dichtstbijzijnde Amerikaanse stad is de 35 kilometer westelijker gelegen grensstad Brownsville. Het gebied is bereikbaar over het oostelijke uiteinde van de Texas State Highway 4, ook  Boca Chica Highway of Boca Chica Boulevard genoemd. Deze weg loopt van Brownsville naar Boca Chica Beach, nabij Boca Chica Village, tussen de grens met Mexico (de Rio Grande) en de Brownsville Ship Channel aan de noordzijde. Ondersteuningsfacilliteiten liggen langs deze weg. De aanleg van de lanceerbasis wordt gezien als een economische impuls voor de regio.
Tijdens lanceeractiviteiten worden bewoners van Boca Chica, South Padre Island en Port Isabel gevraagd zich buiten de gebouwen te begeven omdat de ramen door de drukgolf van een eventuele raketexplosie kunnen breken.

## Bouw

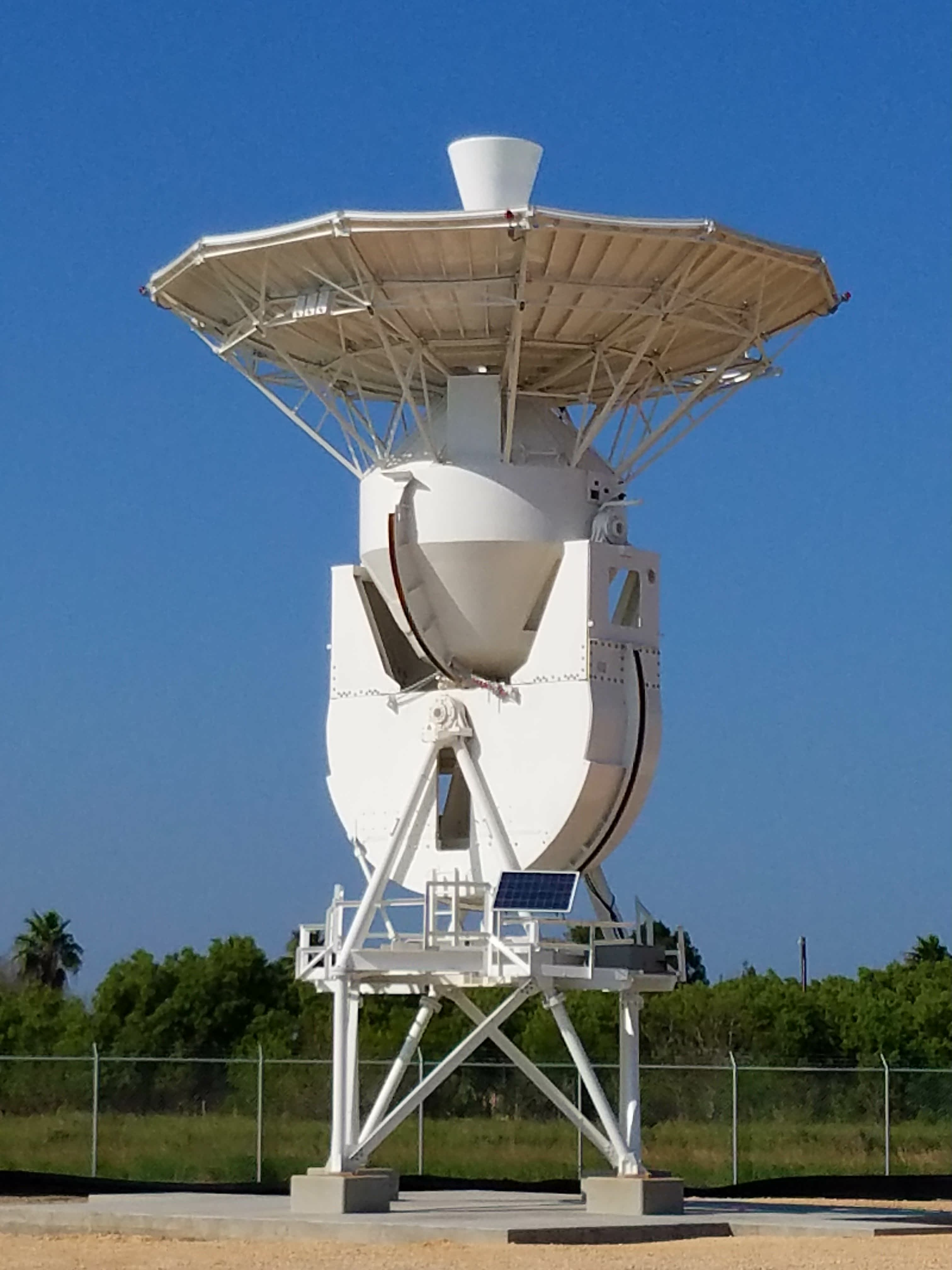
Een van de twee tracking-antennes die SpaceX van NASA kocht

Op 22 september 2014 staken officials waaronder SpaceX-directeur Elon Musk en de toenmalige Texaanse gouverneur Rick Perry ceremonieel de eerste schep in de grond.
In 2015 werd een grote hoeveelheid grond gestort op de plaats waar in toenmalige plannen een "horizontale integratiefaciliteit" zou komen met als doel de ondergrond te stabiliseren. Het stabiliseren duurde echter veel langer dan eerder verwacht.
In 2016 en 2017 werden twee schotelantennes die eerder dienst deden bij NASA van het Cape Canaveral Air Force Station naar Boca Chica verplaatst. Deze worden gebruikt om contact tussen de raket en het lanceerstations te bewerkstelligen en worden ook gebruikt om contact met SpaceX Dragon-ruimtecapsules te maken.
Ook werd een kleine constructiehal met een lanceercontrolecentrum genaamd Stargate gebouwd. Het was aanvankelijk de bedoeling dat er Falcon 9’s en Falcon Heavy’s vanaf Boca Chica zouden worden gelanceerd. Sinds 2017 wordt er vooral op de volgende generatie SpaceX-raketten, Starship, gericht. Overigens wordt het lanceerplatform zo gebouwd dat het flexibel is in te zetten en eventueel voor de eerder genoemde raketten kan worden aangepast. 
Eind 2018 begon er meer bouwactiviteit rond de locatie van het toekomstige lanceerplatform. Zo werden er brandstoftanks aangevoerd en geïnstalleerd en een betonnen plein als lanceerplaats voor de Starhopper aangelegd. In juni 2019 werd een landingsplaats aangelegd in voorbereiding op de geplande hoppervluchten.
Dat het langer duurde voor SpaceX echt met de bouw van de lanceerbasis begon had overigens niet alleen te maken met de stabilisatie van de bodem. SpaceX’ constructieploegen waren na de Amos 6-explosie bezet met het versneld afbouwen van Kennedy Space Center Lanceercomplex 39A en het herbouwen van Cape Canaveral Lanceercomplex 40. Daarna moest LC-39A worden geüpgraded voor de Falcon Heavy en de Crew Dragon.
In de zomer van 2019 bekeek de FAA nieuwe bouwplannen van SpaceX ten behoeve van de voorgenomen testvluchten van Starship prototype MK-1 dat daar in aanbouw is en uitbreiding van de tankinstallaties vereist.
Business Insider meldde SpaceX op 17 september 2019 dat SpaceX de bewoners van Boca Chica wil uitkopen voor drie maal de prijs die door een onafhankelijke taxateur als waarde voor hun huizen wordt vastgesteld. In het voorjaar van 2019 was al gebleken dat de Starshipbouwplaats veel geluidsoverlast en lichtvervuiling voor de bewoners opleverde. Ook is het ondenkbaar dat een raket van het kaliber van Starship-Super Heavy zo dicht bij een dorp kan worden gelanceerd. Alleen al het geluid van 35 vrijwel gelijktijdig startende Raptor-motoren zou de ramen in de minder dan drie kilometer verderop gelegen nederzetting kunnen doen breken.
De komst van de lanceerbasis en bouwplaats wordt door Cameron County als van groot economisch belang gezien die boven het belang van het dorpje gaat. De stad Brownsville geldt als een van de armste steden van de Verenigde Staten waar hoogopgeleide mensen zich nauwelijks vestigen. De komst van SpaceX-personeel zou de lokale economie moeten aanjagen en ook veel lokale banen moeten opleveren. Zeker omdat er nu raketten worden gebouwd trekt SpaceX ook lokale technici waaronder veel metaalbewerkers aan.
In december 2019 werd begonnen met de bouw van een groter lanceercontrolecentrum niet ver van het dorpje. En ook verrees er begin 2020 een eerste highbay-constructie (verticale constructiehangar) waarin de segmenten van de tanksectie van Starships op elkaar werden gemonteerd. Deze werd na het bouwen van grotere high-bays Mid-bay gedoopt. Verder stonden er vier zeer grote semipermanente tenten en een aantal iets kleinere tenten gebouwd en als constructiewerkplaatsen ingericht. Het is de bedoeling dat die werkplaatsen als een productielijn gaan functioneren zodat er in hoog tempo Starships kunnen worden gebouwd. In de zomer van 2020 werd ook begonnen met de bouw van een 81 meter hoge Highbay voor de constructie voor Super Heavy’s. Bovenop deze Highbay komt een café met uitzicht naar alle kanten. 

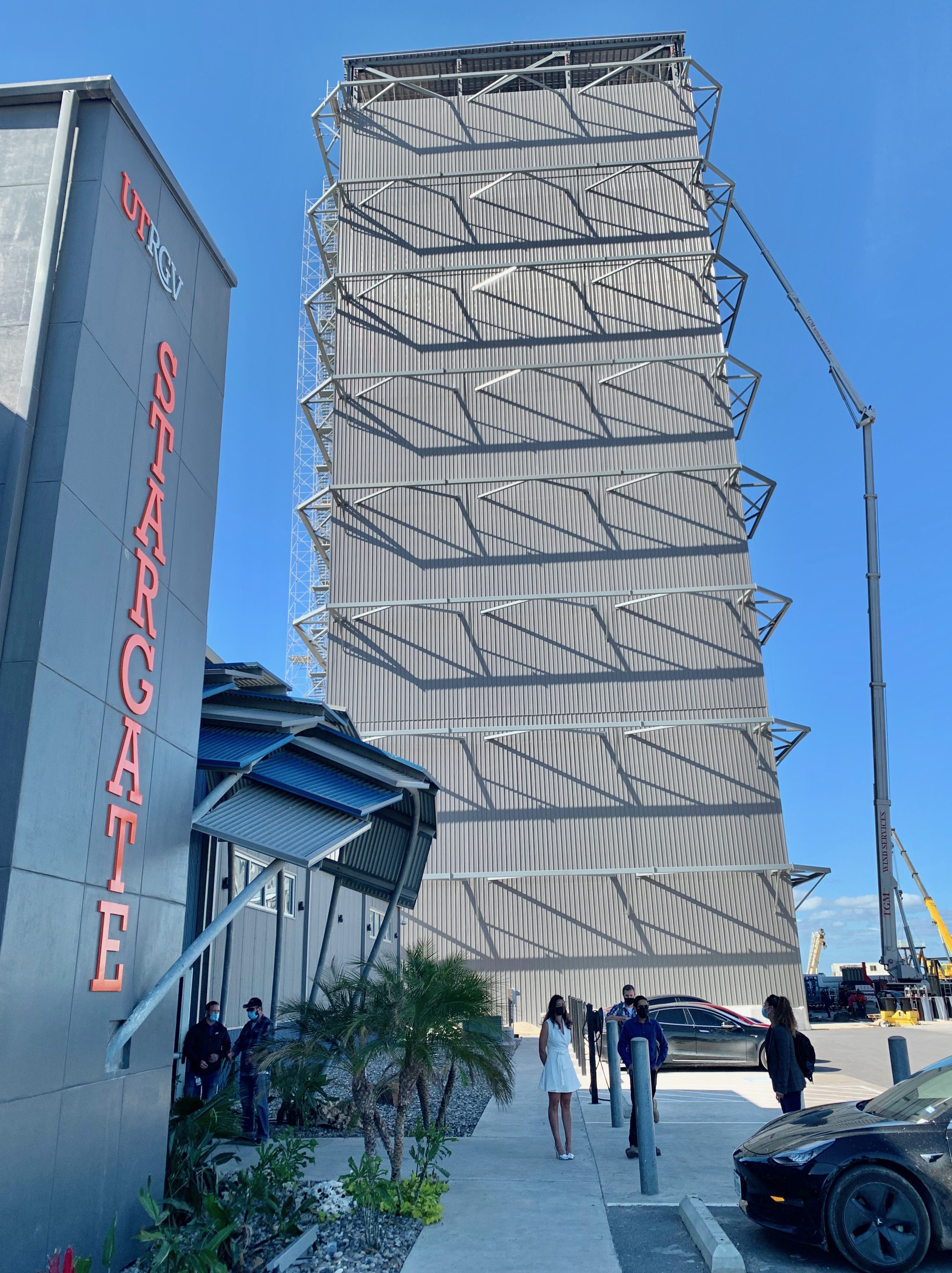
links het Stargate-gebouw. Op de achtergrond de 81 meter hoge highbay voor het afmonteren van Starship en Super Heavy. Beide gebouwen worden anno maart 2025 gesloopt.

In juli 2020 nam SpaceX een met camera’s uitgeruste robothond genaamd Zeus in gebruik om Starships te inspecteren wanneer de brandstoftanks onder druk staan.
In augustus 2020 werd uit een vacature duidelijk dat Elon Musk het dorpje Boca Chica wil uitbreiden tot een "resort" en daarvoor een ontwikkelingsmanager zocht. Niet lang daarna werd begonnen met de bouw van een caravanpark.
Ondertussen werd in het najaar van 2020 op het testterrein een tweede test- en lanceerplatform Platform B aangelegd om zodoende de testcampagne te kunnen versnellen. Ook is er sinds september 2020 een veel groter lanceerplatform voor de Super Heavy-booster in aanbouw.
Begin 2021 begon SpaceX met de bouw van een brandstofproductieinstallatie ten westen van het productieterrein voor Starships. Hier moet methaan en zuurstof worden gewonnen uit koolstofdioxide en water met behulp van een Sabatierreactie. SpaceX was eerder op een terrein in Cocoa, Florida begonnen met het testen van zulke installaties. Hiermee hoopt SpaceX Starship met klimaatneutrale brandstof te laten vliegen. Soortgelijke installaties moeten ook op Mars worden gebruikt om brandstof voor de vlucht naar Aarde te genereren.
Begin 2021 werd uit vergunningaanvragen duidelijk dat SpaceX vier lanceerplatforms bij Boca Chica ambieerde. Twee daarvan bestaan al en zijn voor suborbitale (test)vluchten bedoeld. De andere twee zijn geschikt voor Starship met Super Heavy en worden voorzien van een lanceertoren met een hijskraan die zal worden gebruikt voor het op elkaar plaatsen van Starship en Super Heavy. Ook zijn er een tweede landingsplaats en een tweetal druktestplatforms gepland. Het eerste orbitale platform kwam in 2022 gereed. De bouw van een tweede orbitaal platform bleef nog een tijd onzeker in verband met milieuvergunningen.

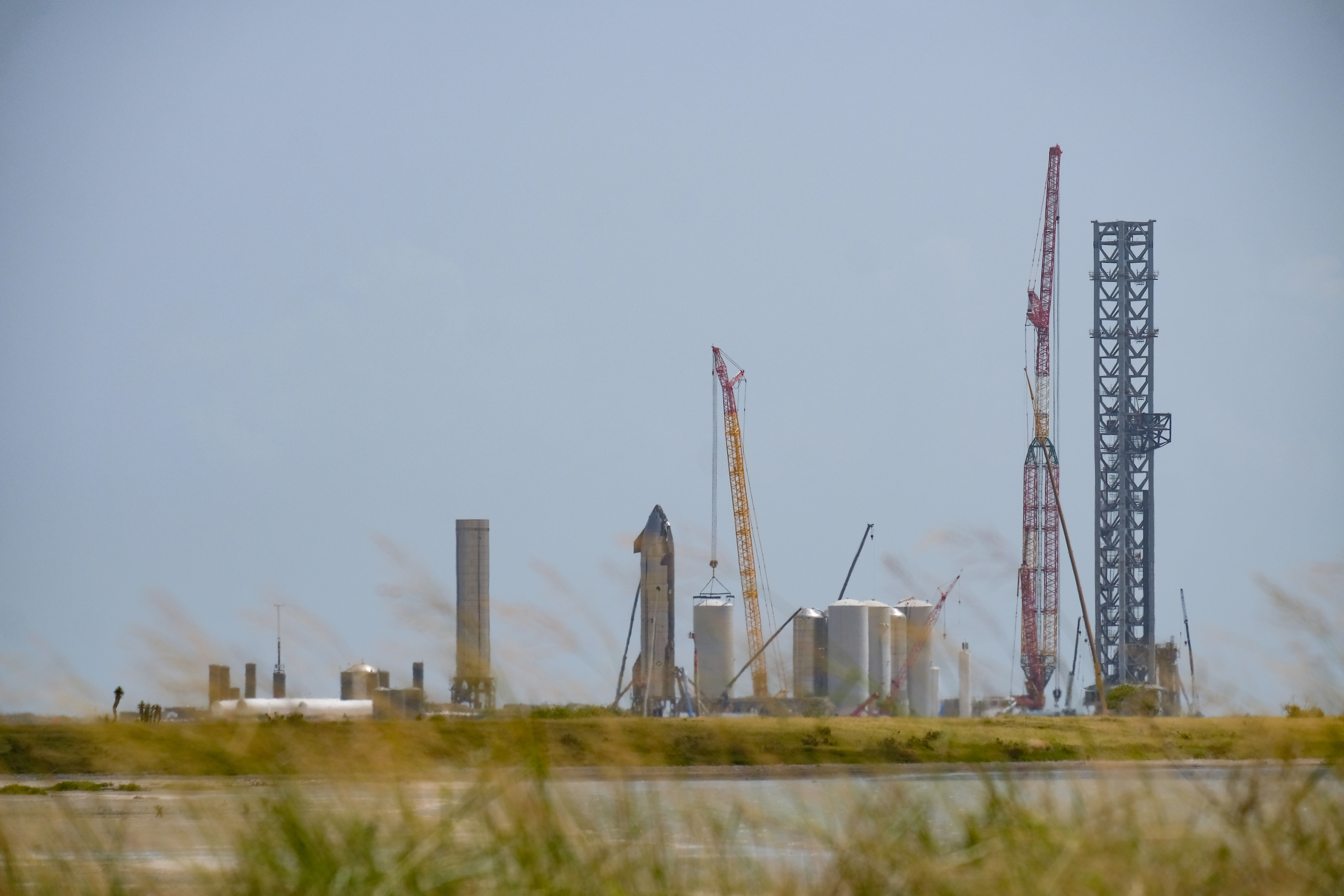
Lanceerplatform OLP-1 in aanbouw

Eind 2021 werd op het productieterrein ook een begin gemaakt met de bouw van een tweede grotere highbay waarin gelijktijdig aan zes of meer Starships of Super Heavy's kan worden gewerkt. Deze werd in mei 2022 al in gebruik genomen hoewel die nog niet af was. Bovenop deze Highbay 2, ook wel Mega-bay genoemd zal een lanceercentrum komen. Ook werd in het voorjaar van 2022 begonnen met de bouw van een fabriekshal die de productietenten zal gaan vervangen. In 2023 werd een tweede Mega-bay gebouwd. De Mid Bay en de Wind Break moesten het veld ruimen voor de bouw van de Star Factory. De Wind Break was een kleine High Bay waarin neussecties van Starships werden geconstrueerd. En de productietenten werden stapsgewijs afgebroken om ruimte te maken voor permanente fabriekshallen.
In 2022 werd een voormalige schietbaan aan de Rio Grande zo’n 7,5 kilometer ten westen van het productieterrein door SpaceX in gebruik genomen. Hier worden sinds september 2022 druktests met testtanks, Starship en Super Heavy uitgevoerd zodat de weg naar de lanceerplaats, waar eerder dat soort tests plaatsvonden, minder vaak hoeft te worden afgesloten. Bij die druktests wordt gebruik gemaakt van stikstof om grote explosies en branden die met brandstoffen mogelijk zijn uit te sluiten.
Op het lanceerterrein werd suborbitaal lanceerplatform A in december 2023 gesloopt. Platform B bleef nog enkele maanden in gebruik voor statische start tests van tweede trappen.

## Starhopper
De eerste lanceringen op de lanceerbasis waren hoppervluchten van de Starhopper.
In december 2018 werd net buiten Boca Chica village in de openlucht aangevangen met de bouw van de Starhopper. Dit is een testraket voor het latere Starship. Begin maart 2019 werd de Starhopper met een groot voertuig naar het lanceerterrein vervoerd waar de eerste Raptor-raketmotor erin werd geïnstalleerd. Daarna begonnen de tank-tests. Vanaf 20 maart 2019 probeerde SpaceX bijna dagelijks de Raptor-raketmotor van de Starhopper te starten. Na tegenslag door ijsvorming in de brandstofleidingen lukte dit op 4 april om 00:56 UTC. 
De eerste twee vluchten van de Starhopper gingen hooguit enkele centimeters hoog en de hopper was daarbij met staalkabels vastgemaakt aan grond. Met de Starhopper wou SpaceX het landen met de nieuwe Raptor-motoren onder de knie krijgen. Het was de bedoeling uiteindelijk vluchten tot een hoogte van maximaal vijf kilometer te maken. De hoogste vlucht met de Starhopper was uiteindelijk 150 meter. Hogere hoppervluchten worden met Starship prototype MK-1 uitgevoerd om de ontwikkeling van Starship te bespoedigen. De Starhopper zal een vaste plaats op de lanceerbasis krijgen en als verticale testinstallatie voor Raptor-motoren worden gebruikt.
Tussen 2012 en 2014 voerde SpaceX soortgelijke hoppervluchten uit op hun testterrein in 
McGregor (TX) met de Grasshopper en de F9R-dev 1 als onderdeel van het testprogramma om de Falcon 9-boosters te leren landen. Daar werden testvluchten echter verboden nadat de testraket F9R-dev 1 uit koers raakte en in de lucht tot ontploffing werd gebracht. Het testterrein lag te dicht bij de stad en de potentiële gevolgen van zo’n ongeluk drongen tot de mensen door.

## Bouw en lanceringen van Starship-prototypes

### Prototype Starship MK-1
In januari 2019 gaf Elon Musk aan dat ook andere prototypes voor hun Starship-raket in Zuid-Texas worden gebouwd. Op de locatie waar de Starhopper werd gebouwd werd vanaf begin maart 2019 ook het eerste Starship gebouwd. Starship wordt de krachtigste raket die ooit is gebouwd en moet in op termijn zowel de Falcon-raketten als de Dragon-ruimteschepen vervangen. Overigens wordt er ook in Cocoa, Florida in de omgeving van Cape Canaveral een Starship gebouwd. Teams op beide locaties hebben ieder hun eigen plan van aanpak maar wisselen wel ervaringen uit om zo de beste methode voor de bouw van latere Starships te ontdekken. 
Starship MK-1 werd eind september 2019 voltooid, wat werd gevierd met een presentatie voor omwonenden en journalisten. Vergunningen voor een hoppervlucht tot een hoogte van 20 kilometer werden aangevraagd met als werkdatum 13 oktober 2019. Het lanceerplatform werd daarom sinds de laatste Starhoppervlucht flink geüpgraded, zodat het voor deze grotere en krachtiger raket geschikt wordt. Op 30 oktober 2019 werd de onderzijde van Starship MK-1 (het gedeelte met de brandstoftanks) naar het lanceerterrein gebracht en op het nieuwe platform geplaatst voor tests. Daarbij explodeerde deze. Overigens was het SpaceX daarvoor al duidelijk geworden dat Starship MK1 niet sterk genoeg was om te worden gelanceerd.

### Prototypes en testvluchten
Begin 2020 werden er enkele prototypes van brandstoftanks gebouwd en getest tot deze sterk genoeg werden bevonden. Daarna werd begonnen met de bouw van Starship SN1. In voorbereiding daarop was de bouwplaats flink uitgebreid zodat de bouw beter kon worden voorbereid, sneller kan verlopen en betere bouwtechnieken kunnen worden toegepast. Meest in het oog springend was de ongeveer 60 meter hoge Starship-highbay waarin de onderdelen van Starships op elkaar worden gestapeld.  
SpaceX hoopte Starship SN1 in het voorjaar van 2020 een tot een hoogte van 20 km te kunnen lanceren en weer laten landen maar door een fout in de las-apparatuur was SN1 niet sterk genoeg en begaf deze het tijdens een tank-test. Daarop werd SN2 niet afgebouwd en aangepast tot een kleine brandstoftank die met succes aan een druktest kon worden onderworpen.  
Het was de bedoeling dat Starship-SN3 dat in maart 2020 werd geconstrueerd de 20 km-vlucht zou maken. SN3 ging echter verloren door een menselijke fout tijdens een druktest waarbij de raket verkreukelde.  
Starship SN4 dat in april 2020 werd gebouwd werd met succes aan meerdere druktests onderworpen en er werden begin mei 2020 meerdere statische start-testen met geïnstalleerde Raptor-raketmotoren mee uitgevoerd. Na een van die testen ontstond eind mei 2020 een methaanlek in de testinstallatie waarop een enorme explosie de raket volledig vernietigde.  
Starship SN5 stond op dat moment al afgebouwd klaar in de highbay op het bouwterrein. Binnen enkele weken was de testinstallatie gerepareerd en op kwetsbare punten aangepast. Ook was de bouw van SN6 ver gevorderd en SN7, een testtank was ook reeds in aanbouw.  
SN7 werd in juni 2020 gebruikt om een nieuwe staallegering voor Starship te testen. Begin juni 2020 werd op het bouwterrein ook het fundament gelegd voor een 81 meter hoge highbay waarin Super Heavy moet worden geconstrueerd. Op 30 juni 2020 begon de testcampagne van Starship SN5 die in een eerste hoppervlucht met een full-size tank- en stuw-sectie begin augustus resulteerde. SN6 herhaalde dat in september 2020.  
SN8 heeft als eerste de contouren van een volledig Starship en drie motoren maar nog geen hitteschild. Doel is een vlucht tot 12,5 km hoogte met een bellyflop-landing (horizontaal dalen, verticaal landen). Tijdens de eerste High Altitude test werd 95 procent van de testdoelen gehaald; alleen de landing zelf mislukte door een probleem met de toevoer van brandstof aan de motoren.  
Starship SN9, SN10, SN11, SN15 en SN16 waren voor dezelfde testdoelen bedoeld. Met SN15 werd in mei 2021 een succesvolle landing behaald. SN16 was voltooid maar werd nooit getest. Er werd ingezet op orbitale Starships met Super Heavy-boosters. 

## Aanpassingen en opschaling voor Starship Super Heavy
Het zou na SN15 bijna twee jaar duren voor er weer een poging tot lancering zou worden gedaan. Begin juli 2020 werd bekend dat de Amerikaanse luchtvaartautoriteit de FAA, de omgevingsvergunning voor de lanceerbasis in Boca Chica opnieuw tegen het licht moest houden en aanpassen. Lanceringen van Starship-Super Heavy zijn van een kaliber dat niet onder de vergunning uit 2014 valt. Daarom was een nieuw veiligheidsonderzoek nodig dat tot de zomer van 2022 zou duren. Ondertussen werd een groot orbitaal lanceercomplex opgetuigd; OLM-1 (Orbital Launch Mount 1). Ook werden in die periode enkele prototypes gebouwd en op de grond getest.
Op 13 juni 2022 publiceerde de FAA het onderzoek waaruit bleek dat Starship geen problemen voor de natuur en de algehele veiligheid zou opleveren mits SpaceX 75 specifieke acties zou ondernemen. Hieronder zijn zaken als het aanleggen van wildtunnels onder de autoweg, en een shuttlebus tussen Brownsville en Starbase om de verkeersdruk te verminderen. Een groot deel van deze acties is gericht op het beschermen van zeeschildpadden. Ook het beschermen van de duinen door het op afstand houden van toeristen rond de lanceerbasis is een belangrijk punt. 
Tevens moet SpaceX beschadigd geraakte historische monumenten in de omgeving laten restaureren. Verder mag de weg en het strand niet worden afgesloten op achttien nationale feestdagen en in weekenden, wat lanceringen op die dagen onmogelijk maakt. Voor vijf weekenden per jaar mag een uitzondering worden aangevraagd. Wanneer aan alle voorwaarden wordt voldaan zou SpaceX jaarlijks tot vijf sub-orbitale en vijf orbitale Starship-lanceringen vanaf Starbase mogen uitvoeren. Belanghebbenden mogen nog tegen de conclusies in beroep gaan.
Op 20 april 2023 lanceerde SpaceX voor het eerst een prototype van Starship-Super Heavy vanaf OLM-1. Daarbij raakte de installatie flink beschadigd doordat de betonnen ondervloer minder kracht dan verwacht aankon en de brokstukken daarvan in het rond vlogen. In augustus 2023 waren reparaties en modificaties voltooid en konden er weer statische starts op OLM-1 worden uitgevoerd. Tijdens de daarop volgende lanceringen werd de lanceerinstallatie steeds minder gevoelig voor schade doordat deze werd verbeterd.
SpaceX had eerder geen milieuvergunning gekregen voor uitbreiding van het terrein ten behoeve van een tweede orbitaal lanceerplatform. Daarom werden de plannen veranderd. In het voorjaar van 2024 werden de suborbitale lanceerplatforms gesloopt. Ze waren na de suborbitale campagne alleen nog voor druktests en statische starttests gebruikt. Echter, SpaceX had voor die doeleinden een paar kilometer westelijker een voormalige schietbaan aangekocht en er permanente testinstallaties gebouwd. Na de sloop van de suborbitale platforms werd op dat deel van het terrein begonnen de grond daar klaar te maken voor de bouw van OLM-2. Dit platform zal gebruikmaken van dezelfde tankfarm als OLM-1. De torensegmenten voor de lanceertoren waren een jaar eerder al op SpaceX Hanger-X-Terrein op het Kennedy Space Center geconstrueerd om naar Zuid-Texas te worden verscheept. In juni 2024 werd het fundament van de toren-2 gelegd.
In maart 2025 werd begonnen met de ontmanteling van Highbay 1. Deze moet wijken voor de bouw van een Gigabay, een gebouw dat vier highbays ter grootte van een megabay zal bevatten. Ook het naastgelegen Stargate-gebouw zal worden gesloopt.

## Starbase 2
Elon Musk heeft aangegeven ook een Starshipfabriek op het Kennedy Space Center te bouwen op SpaceX-terrein aan Roberts Road (ook wel Hangar-X-terrein genoemd, naar de Falcon 9-hangar aldaar) waar al een onderhoudshangar voor Falcon-raketten staat. Deze wordt gebouwd naar voorbeeld van de Starbase-fabriek in Boca Chica. Sinds 2022 is meerdere keren begonnen met de voorbereiding van de bouw waarna het werk weer werd stilgelegd omdat de plannen veranderden. Ook een lanceerplatform voor Starship binnen de grenzen van Lanceercomplex 39A wordt in grote lijnen nagebouwd van het Lanceercomplex dat in Boca Chica werd ontwikkeld. Deze  nieuwe fabriek wordt in de media soms met Starbase 2 aangegeven en ook wel Starbase Kennedy genoemd. Een officiële naam is nog niet bekendgemaakt. De eerste Starship-raketten die van het Kennedy Space Center worden gelanceerd, zullen echter nog in Starbase Texas worden geproduceerd en per schip worden vervoerd.